# Eoin Colfer

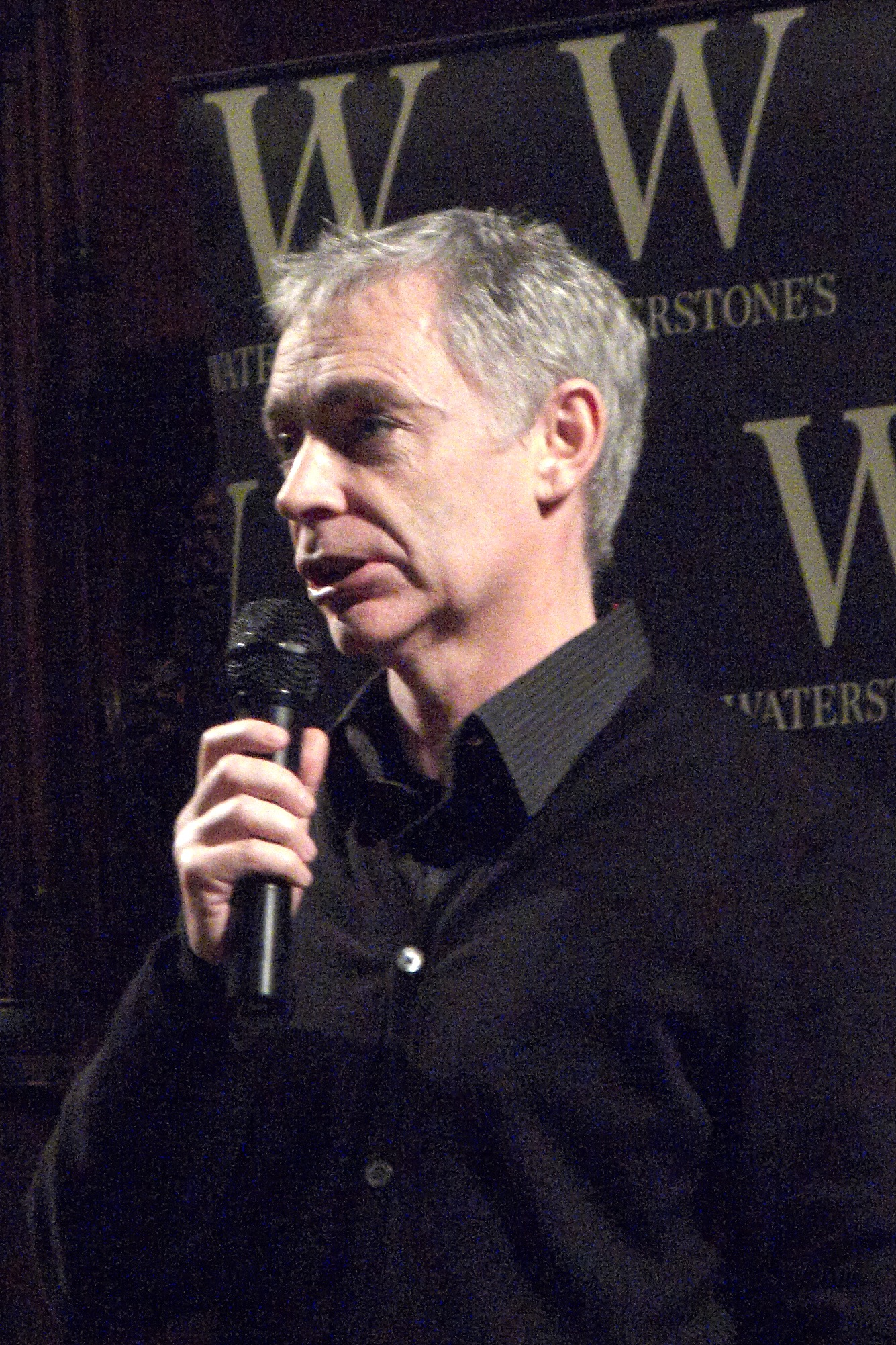
Eoin Colfer

Eoin Colfer (zijn voornaam wordt uitgesproken als Owen) (Wexford, 14 mei 1965) is een Ierse schrijver en komiek. Hij is het bekendst door zijn boeken in de Artemis Fowl-serie. 

## Biografie
Voordat hij zich volledig aan het schrijven wijdde, was hij een aantal jaren werkzaam als leraar op een basisschool in Wexford, in Ierland. In 2001 verscheen zijn eerste Artemis Fowl-boek. Hiermee vestigde hij zijn naam als schrijver van boeken voor kinderen en tieners. Nadien volgden ook andere reeksen, zoals Half Moon Investigations en De Supernaturalist, samen met de Eoin Colfer's Legends-boeken.
In 2008 kreeg Colfer toestemming van de weduwe van Douglas Adams om een zesde boek te schrijven voor de reeks Hitchhiker's Guide to the Galaxy (Het Transgalactisch liftershandboek). De roman And Another Thing... verscheen in oktober 2009.
In 2013 begon hij, na het afsluiten van Artemis Fowl, aan een nieuwe jeugdserie, die W.A.R.P. heet.

### Benny Shaw
- Benny and Omar (1998)
- Benny and Babe (1999)

### Ed
- Ed's Funny Feet (2000)
- Ed's Bed (2001)

### Artemis Fowl
- Artemis Fowl (2001)
- Artemis Fowl: De Russische connectie (2002)
- Artemis Fowl: De eeuwige code (2003)
- De Artemis Fowl Files (2005, oorspronkelijke versie 2003)
- Artemis Fowl: Het bedrog van Opal (2005)
- Artemis Fowl: De verloren kolonie (2007)
- Artemis Fowl en de tijdparadox (2009)
- Artemis Fowl en het Atlantis Complex (2010)
- Artemis Fowl: De Laatste Beschermer (2012)

### De Supernaturalist
- De Supernaturalist (2004)
- De Supernaturalist 2 (nog te verschijnen)

### Eoin Colfer's Legends
- Eoin Colfer's Legend of Spud Murphy (2004)
- Eoin Colfer's Legend of Captain Crow's Teeth (2006)
- Eoin Colfer's Legend of the Worst Boy in the World (2007)

### W.A.R.P.
W.A.R.P. is de nieuwe jeugdboekenreeks van Colfer en gaat over de jongste FBI-agente ooit en een dief uit het Victoriaanse Londen. De reeks legt zich voornamelijk toe op tijdreizen en heeft kenmerken van steampunk. "W.A.R.P." staat voor Witness Anonymous Relocation Programme. De vrouwelijke hoofdrolspeelster merkt op dat de A er waarschijnlijk tussen is gezet omdat "WRP" geen goed acroniem is.
- De Onwillige Moordenaar (The Reluctant Assassin - 2013)
- Greep Naar de Macht (The Hangman's Revolution - 2014)
- (The Forever Man - 2015)

### Overig
- Going Potty (1999)
- The Wish List (2000)
- Half Moon Investigations (2006)
- Airman (2008)
- Click: One novel ten authors, hoofdstuk 3 (2007)
- And Another Thing... (2009)
- Plugged